# Climat de Green Bay
Le Climat de Green Bay est similaire à celui d'autres villes du Midwest des États-Unis. La ville a un climat de façade orientale (Classification de Köppen : Dfa sur la terre, Dfb sur le lac), avec quelques modération de celui-ci dus à la proximité du lac. Comme d'autres villes avec ce type de climat, il y a quatre saisons distinctes, souvent avec d'extrêmes variations entre elles en ce qui concerne les températures et les précipitations. Green Bay a un été chaud, humide, et long, et a un hiver froid et neigeux.

## Température
Le mois le plus chaud à Green Bay est juillet, quand la température moyenne est de 28 °C. Durant juillet, la moyenne des basses températures est de 15 °C. Le mois le plus froid est janvier, quand la moyenne des maximales atteint −5 °C, et celle des minimales −14 °C. La variation de température entre les saisons est la plus élevée entre l'été et l'automne.
| Températures moyennes mensuelles à Green Bay |       |       |      |      |      |      |         |      |      |      |      |      |
| Mois                                         | Jan   | Fév   | Mar  | Avr  | Mai  | Juin | Juillet | Aout | Sep  | Oct  | Nov  | Déc  |
| Norm Hautes °C                               | -3,6  | -1,7  | 4,7  | 12,1 | 19,5 | 24,8 | 27,2    | 26,1 | 22,1 | 14,4 | 6,4  | -0,5 |
| Norm Basses °C                               | -11,6 | -10,4 | -4,5 | 1,6  | 7,8  | 13,4 | 15,6    | 14,6 | 10,1 | 4,2  | -1,7 | -7,8 |

La plus haute température jamais atteinte à Green Bay est de 40 °C (104 °F), qui a été enregistré le 13 juillet 1936, durant le Dust Bowl. La température la plus basse jamais atteinte est de −36 °C (−33° F), le 10 février 1899.
| Records des températures par mois à Green Bay |       |       |       |       |      |      |         |      |      |       |       |       |
| Mois                                          | Jan   | Fév   | Mar   | Avr   | Mai  | Juin | Juillet | Aout | Sep  | Oct   | Nov   | Déc   |
| Rec Hautes °C                                 | 13,3  | 18,3  | 27,8  | 31,7  | 37,2 | 38,3 | 40,0    | 37,8 | 36,1 | 31,1  | 23,9  | 17,8  |
| Rec Basses °C                                 | -37,8 | -36,1 | -33,9 | -13,9 | -6,1 | 0,0  | 4,4     | 3,3  | -4,4 | -13,3 | -24,4 | -32,8 |

## Précipitations
Le mois le plus humide de Green Bay est août, avec des précipitations de près de 95,8 mm, la plupart du temps sous forme d'averses venant d'orages. Le mois le plus sec à Green Bay est février, quand la majorité des précipitations tombe sous forme de neige sèche à cause du froid, asséchant par la même occasion l'air. En moyenne, 25,7 mm de précipitations tombent en février. En moyenne il tombe en hiver à Green Bay près de 1,21 m de neige. Janvier est le mois le plus enneigé, avec près de 0,30 m.
| Moyenne des précipitations à Green Bay |      |      |      |      |      |       |         |      |      |      |      |      |
| Mois                                   | Jan  | Fév  | Mar  | Avr  | Mai  | Juin  | Juillet | Aout | Sep  | Oct  | Nov  | Déc  |
| Précip (mm)                            | 35,3 | 30,5 | 49,8 | 76,2 | 85,1 | 104,1 | 91,9    | 86,1 | 81,3 | 67,8 | 50,3 | 44,4 |